# Petre Sirin
Petre Sirin (n. 29 mai 1926, Chișinău – d. 3 aprilie 2003, Bran, județul Brașov) a fost un scriitor si regizor de filme documentare român.

## Biografie
Petre Sirin studiază la Liceul „Matei Basarab”, apoi este admis la Institutul Francez din București. Îl are ca mentor spiritual pe Roland Barthes, de care îl va lega o mare amiciție. Între 1946 și 1951 urmează cursurile Facultății de Istorie, fiind repartizat după aceea într-o școală bucureșteană, unde lucrează ca profesor timp de trei ani. În 1952 susține examenele de admitere la Institutul de Artă Teatrală și Cinematografică „I.L. Caragiale” și este admis la secția Regie de film. La absolvire este repartizat la Studioul „Al. Sahia”, unde regizează unul-două filme de scurtmetraj pe an și își dedică restul timpului lucrărilor literare de sertar. În 1979 se retrage la Bran. Până la pensionare (1986), va conduce Catedra de artă teatrală și cinematografică a Școlii Populare de Artă din Brașov. Moare pe 2 aprilie 2003, la Bran.

## Cărți publicate
- Petre Sirin, Castele în Spania. Cronică de familie (1949–1959). Editura Humanitas, București, 2013, ISBN 978-973-50-4031-4

## Filmografie
- Cetatea Neamțului (1958)
- Letopisețul de piatră al Dobrogei (1962)
- Tradiții maramureșene (1966)
- Ultima primăvară la Ada-Kaleh (1968)
- Nicolae Iorga (1966)
- Arhitectura feudală românească (1969)
- Carpații Orientali (1971)
- Cultura dacilor (1972)
- Caietele de front ale lui Nicolae Grigorescu (1977)